# ネフェルウ2世
ネフェルウ2世（Neferu II）は、紀元前2000年頃に、エジプト第11王朝を統治した、古代エジプトの王メンチュヘテプ2世の妻であり姉妹。
彼女の主な称号は「王の妻」と「王の娘」だった。墓碑には、ネフェルウ2世がイアフと呼ばれる人物、おそらくメンチュヘテプ2世の母親であるイアフの娘であったと記述されている。故に、ネフェルウ2世はメンチュヘテプ2世の姉妹だった。メンチュヘテプ2世は、ネフェルウ2世の父親である可能性が最も高い、アンテフ3世の息子であったことが知られている。